# Гринлэнд-Сентрал-Плаза
Гринлэнд-Сентрал-Плаза (Greenland Central Plaza, 江西绿地中心) — сверхвысокие небоскрёбы-близнецы, расположенные в китайском городе Наньчан (провинция Цзянси). Построены в 2015 году в стиле футуризма, по состоянию на начало 2020 года являлись самыми высокими зданиями города, 78-ми по высоте зданиями Китая, 93-ми — Азии и 156-ми — мира. Архитекторами комплекса выступили американская компания Skidmore, Owings & Merrill и Восточно-Китайский проектно-исследовательский архитектурный институт, владельцем является шанхайский оператор недвижимости Greenland Holdings.
Каждая 303-метровая офисная башня имеет 59 наземных и 4 подземных этажа, 20 лифтов и 770 парковочных мест. Площадь каждой башни — 110 тыс. м², всего комплекса — 225 700 м². В подиуме башен расположены конференц-залы, магазины и рестораны.